# Markus Voigt
Markus Voigt (geb. 20. Januar 1966 in Karlsruhe) ist ein deutscher Unternehmer und Manager. Als Vorsitzender der Geschäftsführung der Treysta Ingenieure Holding in Berlin führt er einen deutschen Ingenieursdienstleister im Infrastrukturbereich mit aktuell 450 Mitarbeitenden.

## Leben
Markus Voigt wuchs im rheinland-pfälzischen Wörth am Rhein auf. Er studierte Bauingenieurwesen mit Schwerpunkt Siedlungswasserwirtschaft an der Technischen Universität in Karlsruhe.
Voigt ist verheiratet, hat einen Sohn und eine Tochter. Er lebt in Berlin-Schlachtensee.

## Wirken
Voigt begann seine berufliche Karriere bei Beller Consult. Für das Ingenieurbüro mit Sitz in Freiburg im Breisgau baute er unter anderem die Niederlassung in Leipzig auf. 1994 machte er sich mit der Gründung von Voigt-Weber Ingenieure in Berlin selbständig.
2007 schloss sich die Voigt Ingenieure GmbH dem global tätigen Ingenieurkonzern Hyder Consulting mit Sitz in London und Aktivitäten in mehr als 25 Ländern an. Voigt wurde Vorstand des börsennotierten Unternehmens mit mehr als 6000 Mitarbeitern und leitete als Vorsitzender der Geschäftsführung die kontinentaleuropäischen Aktivitäten des Konzerns. In diesen Funktionen war er unter anderem an der Planung des Burj Khalifa in Dubai (Vereinigte Arabische Emirate) beteiligt.
Als Geschäftsführender Gesellschafter machte sich Voigt 2014 mit einer Neugründung der Voigt Ingenieure mit Sitz in Berlin und Luckau abermals selbständig. Seit 2021 ist sein Unternehmen Teil der deutschlandweit tätigen Treysta-Firmengruppe mit rund 500 Mitarbeitenden, die er als Vorsitzender der Geschäftsführung/CEO führt.

## Ehrenämter und Mitgliedschaften
Voigt ist seit mehr als 25 Jahren ehrenamtlich aktiv. Seit 2011 ist er Präsident des Vereins Berliner Kaufleute und Industrieller (VBKI) mit mehr als 2300 Mitgliedern.
Zwischen 1996 und 2010 war er bei der Initiative Hauptstadt Berlin e. V. ehrenamtlich engagiert, zunächst als Mitglied des Vorstands, ab 2002 als dessen Vorsitzender. 2007 initiierte er das Golfturnier „Benefiz Business Hauptstadtpokal“, mit dem Gelder für soziale Projekte gesammelt werden. Seit 2010 ist er Ehrenvorsitzender des Vereins.
Voigt ist Alumnus der BMW Foundation Herbert Quandt und ehrenamtliches Aufsichtsratsmitglied des Kompetenzzentrums Wasser Berlin.

## Trivia
2022 war Voigt Teil der 17. Bundesversammlung, die Frank-Walter Steinmeier im Amt des Bundespräsidenten der Bundesrepublik Deutschland bestätigte. 2023 wirkte Voigt auf Einladung der CDU-Delegation ehrenamtlich als Experte an den Koalitionsverhandlungen im Land Berlin mit.

## Ehrungen und Auszeichnungen
Für seine besonderen Verdienste wurde Voigt 2010 mit dem Bundesverdienstkreuz am Bande geehrt. 2023 zeichnete der Tagesspiegel ihn als einen der 100 wichtigsten Köpfe der Berliner Wirtschaft aus. Ebenfalls 2023 wurde ihm der Verdienstorden des Landes Berlin verliehen.